# Филадельфийская греческая мафия
Филадельфийская греческая мафии (англ. Philadelphia's Greek Mob или Philadelphia Greek Mafia), также известная просто как Греческая мафия (англ. Greek Mafia) — преступная организация американцев греческого происхождения в Филадельфии (Пенсильвания), связанная с итало-американской преступной семьёй Филадельфии и греческим преступным кланом Веленцаса из Нью-Йорка.

## История
Филадельфийская греческая мафии была основана греческим гангстером Стивом Паттакосом. С конца 1930-х годов Паттакос и его преступная организация действовали на юге Греции, имея тесные связи с семьями Каракостас и Эфтимиадес из Македонии в Северной Греции. После того, как в 1960-е годы семья Каракостас потеряла власть, Паттакос решил перенести свою деятельность в США. В 1970-х годах Паттакос был приговорён к пожизненному заключению за убийство. К власти пришёл мафиози Челсас «Стив» Бурас из Северо-восточной Филадельфии.
Бурас возглавлял греческую мафию в Филадельфии до 1981 года, участвуя в основном в ростовщичестве, вымогательстве, торговле метамфетамином и незаконных азартных играх. Бурас эффективно руководил мафией и вёл дела с более крупными семьями, такими как Филадельфийская мафия. Он был близким соратником итальянского мафиозо Рэймонда Марторано.
27 мая 1981 года Бурас и его девушка Джанет Курро были застрелены в греческом ресторане Venetis в Южной Филадельфии во время обеда с Рэем Марторано и радиодиджеем Джерри Блаватом. На момент убийства Бурасу было 50 лет, а Джаннет Курро — 54. В то время как Бурас и Курро были убиты, Марторано и Блават были только ранены. Предположительно, убийство Бураса заказал Никки Скарфо, босс филадельфийской мафии, поскольку грек отказался платить «уличный налог» Скарфо, особенно с продаж метамфетамина. Также были предположения, что Марторано организовал убийство из-за утверждений очевидцев о том, что стрелок жестом приказал Марторано уйти с дороги, прежде чем открыть огонь. Убийство так и осталось нераскрытым. Бураса застрелили всего через день после убийства другого греческого мафиози, Гарри Буласа из городка Аппер-Дарби (округ Делавэр в штате Пенсильвания).
Семья Курро также была связана с мафией; ФБР расследовало дело ее племянника, Джо «Костыля» Курро, ставшего членом Филадельфийской мафии, после того, как ФБР записало его телефонные разговоры в 1976 году в ресторане Frank's Cabana Steaks в Южной Филадельфии, который в то время был оперативной базой филадельфийского капо Фрэнка Синдоне.
После убийства Бураса греческая мафия была вовлечена в войну филадельфийских гангстеров 1980-х годов, пытаясь получить долю преступного бизнеса в Атлантик-Сити, но после войны активность снизилась. Греческие гангстеры также фигурировали в громком судебном преследовании адвоката мафии Роберта Ф. Симона в 1994 году.
Двухлетнее расследование ФБР сети по торговле кокаином, организованной греческой мафией в Балтиморе, Филадельфии и Вашингтоне, привело к предъявлению обвинений её боссу Джорджу Ботсарису и ещё 14 человек в августе 1987 года. По данным обвинения предполагаемый доход греческой мафии от продажи кокаина за 18 месяцев превысил 1 миллион долларов. Ботсарис 16 месяцев скрывался от правоохранительных органов США в Греции, но потом заключил соглашение о признании себя виновным в сговоре с целью распространения кокаина, что позволило ему вернуться в Филадельфию в январе 1989 года. В отчёте комиссии по расследованию преступлений в штате Пенсильвания утверждалось, что Боцарис участвовал не только в торговле наркотиками, но и поджогах, контрабанде, ростовщичестве и незаконных азартных играх.

## Текущая активность
Греческая мафия была довольно заметной в 1970-х и 1980-х годах, но в 1990-х годах резко снизила свою активность, что позволило даже говорить о ней как о бездействующей. Однако уже позднее в Филадельфии были случаи, когда члены греческой мафии были замешаны в ростовщичестве. Причиной этого периода бездействия, возможно, является потеря лидеров в войне филадельфийской мафии 1980-х годов.